# Choszk-e Bidżar
Choszk-e Bidżar (perski: خشكبيجار) – miasto w Iranie, w ostanie Gilan. W 2016 roku liczyło 7245 mieszkańców.